# Regionální přírodní park Korsika

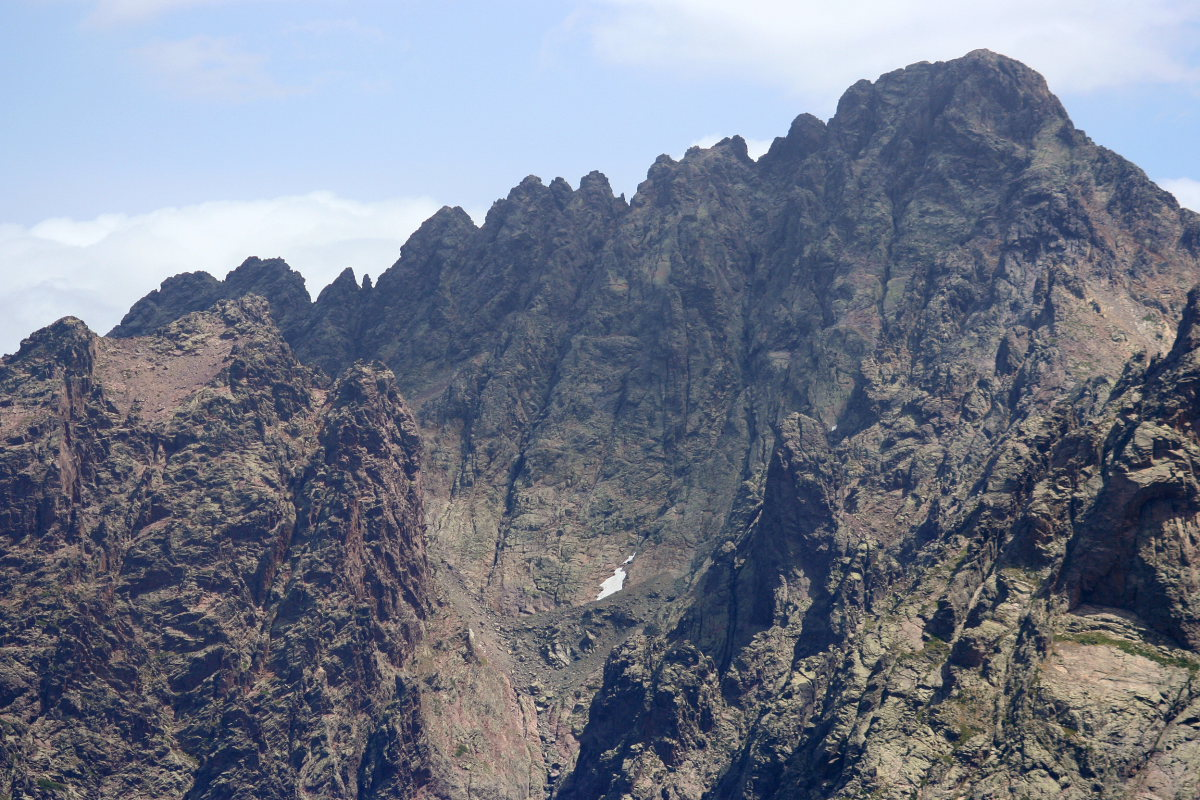
Hora Punta Minuta v přírodním parku

Regionální přírodní park Korsika (korsicky Parcu di Corsica, francouzsky Parc Naturel Régional de Corse) je přírodní park, který byl vytvořen v roce 1972. Přírodní park má rozlohu 4 402 km², zahrnuje asi 50 % ostrova Korsika a zasahuje do území 178 obcí. Cílem přírodního parku je chránit bohatou flóru a faunu ostrova. Část přírodního parku, přírodní rezervace Scandola, soustředěná v zálivu Porto byla v roce 1983 zapsána na seznam světového dědictví pro svou krásu, vynikající zastoupení korsických křovin a ptačí a mořskou  biodiverzitu.
Do programu, který projekt podporuje, je zapojeno 145 obcí, které jsou seskupeny do 11 mikroregionů, nazývaných: 
1. Falasorma Marsulinu
2. Caccia Ghjunsani
3. Niolu
4. Castagniccia
5. Centru di Corsica
6. Fium'Orbu
7. Alta Rocca
8. Taravu Bastelica
9. Gravona
10. Cruzinu DUI Sorru
11. DUI Sevi

Již více než 30 let hraje park klíčovou roli při obnově oblasti prostřednictvím obnovy staletého pěstování kaštanů, protipožární ochrany, obnovy desítek ovčínů a salaší, obnovy vodních mlýnů, obnovy památek a průzkumu archeologických nalezišť, což dává nový impuls osídlení ve vnitrozemí a podporuje rozvoj místních řemesel.

## Turistika
Napříč přírodním parkem, a přes hlavní hřeben korsických hor, vede značená a slavná vysokohorská dálková turistická trasa GR 20. Je dlouhá asi 180 km a spojuje Calenzanu (nedaleko Calvi) s Concou (nedaleko Porto Vecchio) na jihovýchodním pobřeží ostrova. Trasa často vede v nadmořských výškách nad 2 000 m a kvůli silnému sněžení v centrálních oblastech ji lze celou absolvovat pouze od června do října. Přechod celé trasy zabere přibližně dva týdny, jednotlivé denní etapy končí na horských chatách.